# Armatocereus laetus
Armatocereus laetus ist eine Pflanzenart in der Gattung Armatocereus aus der Familie der Kakteengewächse (Cactaceae). Das Artepitheton laetus stammt aus dem Lateinischen und bedeutet ‚üppig‘.

## Beschreibung
Armatocereus laetus wächst baumförmig, ist kurz über dem Boden stark verzweigt und erreicht Wuchshöhen von 4 bis 6 Meter. Es wird ein kurzer massiger Stamm ausgebildet. Die graugrünen Triebe sind säulenförmig und aufrecht. Es sind vier bis acht Rippen vorhanden. Die sechs bis zwölf anfangs braunen Dornen werden im Alter weißlich oder gräulich.
Die weißen Blüten sind 7 bis 8 Zentimeter lang und weisen einen Durchmesser von bis zu 5 Zentimeter auf. Die grünen Früchte sind stark bedornt.

## Verbreitung, Systematik und Gefährdung
Armatocereus laetus ist im Norden Perus und vermutlich im Süden Ecuadors verbreitet.
Die Erstbeschreibung als Cactus laetus erfolgte 1923 durch Karl Sigismund Kunth. Arthur William Hill stellte die Art 1938 in die Gattung Armatocereus. Weitere nomenklatorische Synonyme sind Cereus laetus (Kunth) DC. und Lemaireocereus laetus (Kunth) Britton & Rose (1919).
Die Art könnte mit Armatocereus mataranus identisch sein.
In der Roten Liste gefährdeter Arten der IUCN wird die Art als „Least Concern (LC)“, d. h. als nicht gefährdet geführt.

## Nachweise